# 조현선
조현선(1982년 7월 21일 ~ )는 대한민국의 기자이다.

## 학력
- 경북대학교 독어독문학과 학사 (01학번)
- 고려대학교 미디어대학원 방송학 석사 (2011년)

## 경력
- 2008년 9월 ~ 2011년 11월 : YTN 기상 캐스터
- 2011년 11월 ~ 2016년 : 채널A 기상 캐스터
- 2016년 6월 ~ 현재 : 채널A 기자
- 2019년 7월 1일 ~ 2020년 1월 17일 : 채널A 앵커(뉴스A LIVE 앵커)